# Saralee Thungthongkam

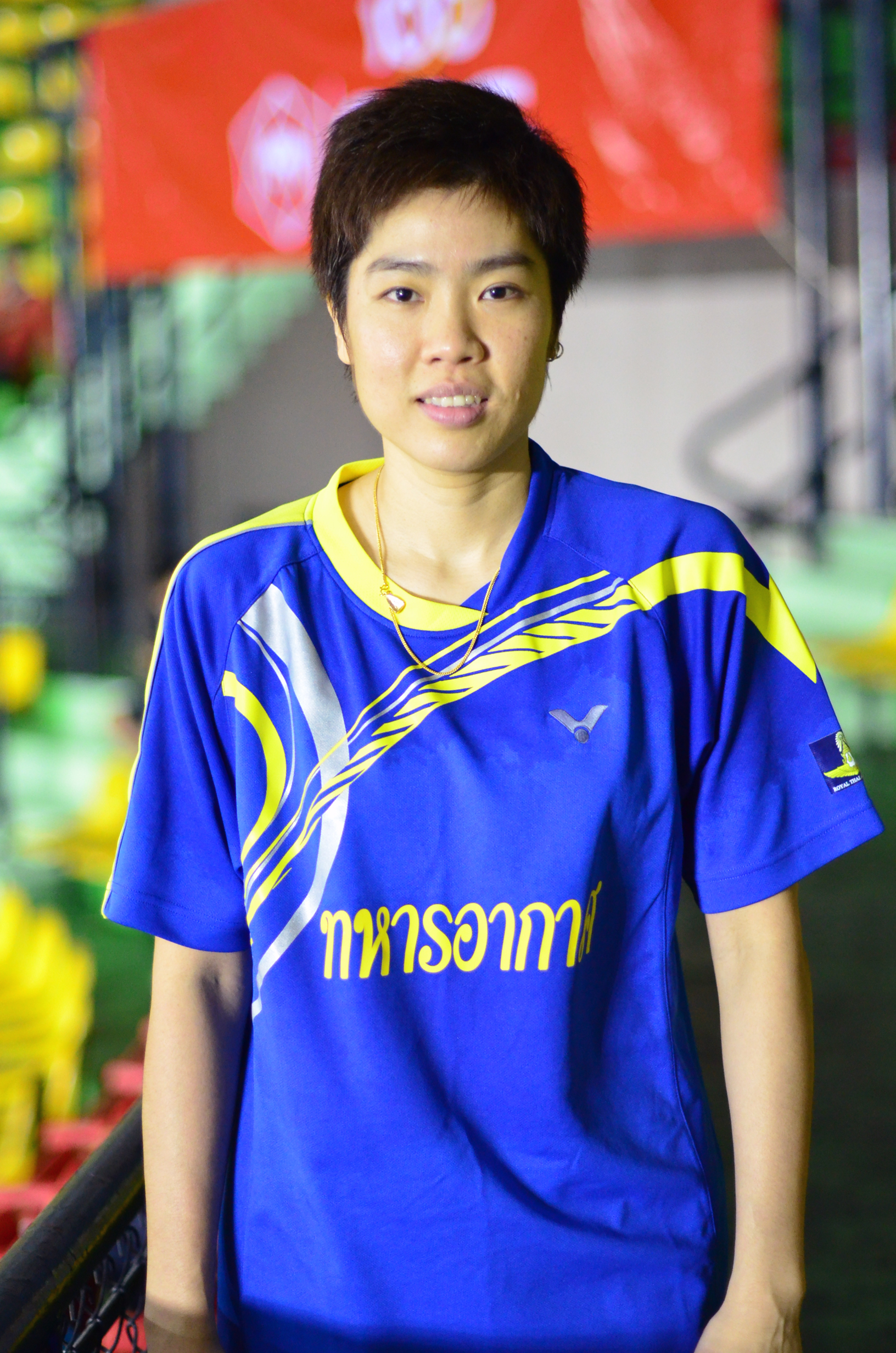
Saralee Thungthongkam im Jahr 2013

Saralee Thungthongkam (Thai: สราลีย์ ทุ่งทองคำ; * 13. Juni 1979 in Bangkok) ist eine thailändische Badmintonspielerin. 

## Sportliche Karriere
2000 startete Saralee Thungthongkam erstmals bei Olympia, und das sowohl im Damendoppel mit Sujitra Ekmongkolpaisarn als auch im Mixed mit Khunakorn Sudhisodhi. In beiden Disziplinen schieden sie nach gewonnenen Erstrundenpartien in Runde zwei aus und wurden jeweils Neunte. Vier Jahre später wurde sie ebenfalls Neunte im Mixed mit Sudket Prapakamol. Im Damendoppel mit Sathinee Chankrachangwong schaffte sie es bis ins Viertelfinale und wurde Fünfte. Auch 2008 konnte sie einen fünften Platz für sich verbuchen, diesmal im Mixed mit Sudket Prapakamol. 
National siegte sie erstmals bei den thailändischen Meisterschaften 1998 im Mixed mit Tesana Panvisavas, neun weitere Mixedtitel folgten bis 2008. Im Damendoppel war sie erstmals 1999 mit Sujitra Ekmongkolpaisarn erfolgreich, gefolgt von sechs weiteren Siegen. 
2002 gewann sie Silber bei den Asienspielen, 2006 Bronze. 2005 wurde sie Asienmeisterin im Mixed mit Sudket Prapakamol und Siegerin der Japan Open. Bei der Badminton-Weltmeisterschaft 2006 gewann sie Bronze im Mixed mit Sudket Prapakamol, im gleichen Jahr waren sie auch bei den Philippines Open erfolgreich.
2012 gewann sie gemeinsam mit Lam Narissapat das Damendoppel bei den Thailand Open 2012.